# Byttneria parviflora
Byttneria parviflora är en malvaväxtart som beskrevs av George Bentham. Byttneria parviflora ingår i släktet Byttneria och familjen malvaväxter. Inga underarter finns listade i Catalogue of Life.